# Bence Szabó (canottiere)
Bence Szabó (15 febbraio 1997) è un canottiere ungherese.

## Biografia
Ai mondiali di Račice 2022 ha ottenuto l'argento nel 2 senza pesi leggeri con Kálmán Furkó, terminando la gara alle spalle degli italiani Alessandro Durante e Giovanni Ficarra.
Ai mondiali di Belgrado 2023 ha nuovamente concluso al secondo posto con Kálmán Furkó, salendo sul secondo gradino del podio dietro agli italiani Francesco Bardelli e Stefano Pinsone.

## Palmarès
- Mondiali

Račice 2022: argento nel 2 senza pesi leggeri;
Belgrado 2023: argento nel 2 senza pesi leggeri;
- Europei

Varese 2021: oro nel 2 senza pesi leggeri;
Monaco di Baviera 2022: oro nel 2 senza pesi leggeri;